# 국소마취
국소마취(local anesthesia)란 환자의 의식이 깨어 있는 상태에서 신체의 특정부위의 감각을 차단해 통증을 느끼지 못하게 하는 마취이다. 주로 가벼운 수술에 많이 쓰이며, 큰 수술은 전신 마취로 진행된다.

## 같이 보기
- 전신 마취
- 전신마취제
- 국소마취제